# Nelson (Nebraska)
Nelson è un comune degli Stati Uniti d'America, situato nello Stato del Nebraska, nella Contea di Nuckolls, della quale è il capoluogo.